# O Boi-Bumbá de Salvaterra e suas Comunidades Quilombolas
O Documentário O Boi-Bumbá de Salvaterra e suas Comunidades Quilombolas foi gravado em 2022, em Salvaterra e suas Comunidades Quilombolas, na Ilha do Marajó, contando também com imagens de arquivo, com a Direção de Guto Nunes. O filme contou com o incentivo financeiro do Prêmio FCP (Fundação Cultural do Pará) de Incentivo à Arte e à Cultura – 2022, do Governo do Estado do Pará.
O lançamento do filme documentário, em Salvaterra (Marajó-Pará), aconteceu no dia 21/01/2023, no Espaço Cultural Encanto Tayná.
Em Belém do Pará, o lançamento aconteceu no Espaço Cultural Apoena, no dia 28/01/2023, com exibições também em vários espaços culturais do Estado do Pará, como o Teatro Estação Gasômetro, a Casa das Artes (da Fundação Cultural do Pará), o Centro de Cultura e Turismo Sesc Ver-o-Peso, na Mostra de Cinema da 26º Feira Pan-Amazônica do Livro e das Multivozes (no Museu da Imagem e do Som), na Mostra Pulsar, da Casa das Artes (Fundação Cultural do Pará), entre outros, além de ter chegado em outros Estados, por meio da 6ª Mostra Sesc de Cinema.
O documentário O Boi-Bumbá de Salvaterra e suas Comunidades Quilombolas foi dedicado a todos os mestres e mestras das culturas populares de Salvaterra, do Marajó e de todo o Estado do Pará, e especialmente em memória do Mestre Pau Que Ronca, Mestre Vavá e Mestre Zampa, falecidos no ano de produção do documentário (2022).

## Sinopse
No documentário “O Boi-Bumbá de Salvaterra e suas Comunidades Quilombolas”, Mestre Damasceno nos guia até outros Mestres, Amos e Madrinhas de Bois-Bumbás de Salvaterra-Marajó, no Estado do Pará. Conversamos com as famílias guardiãs, com moradores do município e vivenciamos o folguedo popular. Durante todo o trabalho, revelou-se que o Boi-bumbá marajoara é muito mais do que somos capazes de perceber: está vinculado à própria história e identidade da população local.

## Participações
Mestre Damasceno (natural da comunidade quilombola do Salvá)
Mestre Robledo (Salvaterra)
Amo Reginaldo Silva (comunidade quilombola de Mangueiras)
Dona Eloísa Trindade e Lucimário Figueiredo (Passagem Grande)
Grupo Unidos do Marajó (comunidade quilombola do Bairro Alto)
Mestre Zampa (comunidade quilombola do Bairro Alto)
Madrinha Páscoa Sarmento (comunidade quilombola do Bairro Alto)
Alana e Edinara Modesto (Salvaterra)
Dário Pedrosa (Salvaterra)

## Ficha técnica do filme
Direção: Guto Nunes
Roteiro: Guto Nunes
Direção de Fotografia: Marcelo Rodrigues
Imagens de drone: Lucas Vinicius
Fotografia Still: Kleyton Silva
Som Direto: Léo Chermont
Design Gráfico: Norberto Ferreira
Assessoria de Imprensa: Roberta Brandão
Produção Executiva: Ana Paula Gaia
Produção Geral: Gutunes Produções